# Alcázar v Segovii

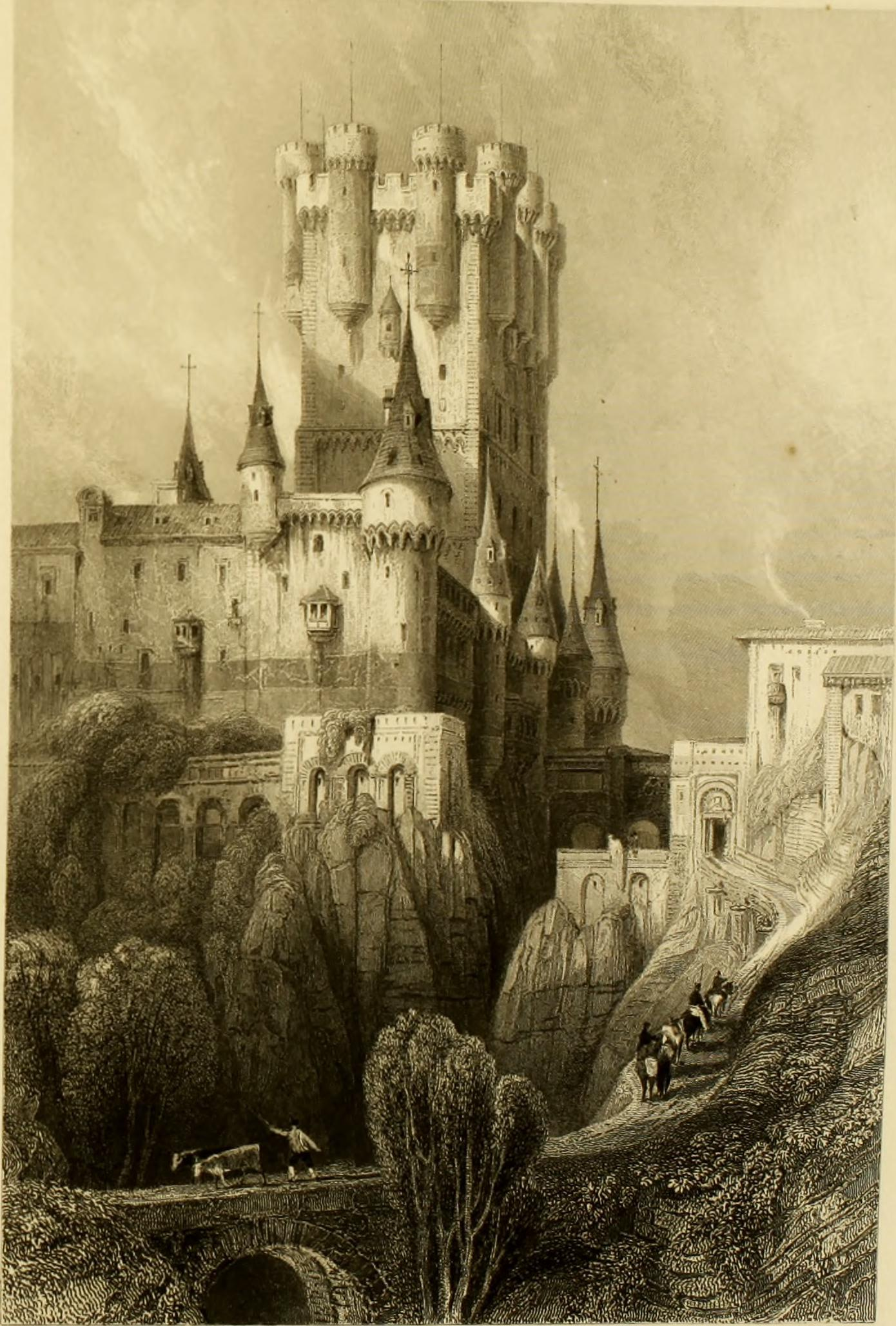
Alcázar of Segovia, autor skotský malíř David Roberts(1796–1864), kolem roku 1838

Alcázar v Segovii (doslovně „Pevnost Segovia“) je pevnost, která se nachází ve městě Segovia, což je autonomní společenství Kastilie a León ve Španělsku a je na seznamu světového dědictví Seznam světového dědictví UNESCO. Je vybudována na skalnatém útesu nad soutokem dvou řek nedaleko hory Guadarrama. Je jedním z nejvýraznějších zámeckých paláců ve Španělsku díky jejímu tvaru, který je podobný tvaru lodního trupu. Alcázar byl původně postaven jako pevnost, ale sloužil jako královský palác, státní vězení, královská dělostřelecká vysoká škola a vojenská akademie. V současné době slouží budova jako vojenský archiv a muzeum.

## Historie
Stejně jako mnoho jiných pevností ve Španělsku byl Alcázar v Segovii původně římskou pevností. Z původní stavby krom základů mnoho nezůstalo. Muslimská pevnost, která byla z velké části nahrazena současnou stavbou, byla postavena berberskou dynastií Almoravidů. První zmínka o pevnosti pochází z roku 1120, přibližně 32 let poté, co se město Segovia vrátilo do rukou křesťanů za vlády Alfonsa VI. Kastilského (1040–1109), krále Leónu a Kastilie. Alfons VI. získal území na jih od řeky Duero až za město Toledo. Tvar a forma Alcázaru nebyly známy až do vlády kastilského krále Alfonsa VIII. (1155–1214), nicméně v původní dokumentaci je na tomto místě zmíněna dřevěná palisáda. Lze konstatovat, že před Alfonsem VIII. muslimská stavba nebyla nic víc než dřevěná pevnost postavená nad starými římskými základy. Alfonso VIII. a jeho žena Eleonora Anglická (1162–1214), učinily z tohoto Alcázaru své hlavní sídlo a věnovali mnoho energie aby postavili kamenné opevnění, které stojí dodnes. Alcázar v Segovii byl jedním z nejoblíbenějších rezidencí kastilských monarchů ve středověku a klíčovou pevností v obraně království. Během tohoto období byla většina stávajících budov postavena dynastií Trastámara. V roce 1258 byly části Alcázaru přestavěny králem Alfonsem X. Kastilským. Krátce poté byl postaven Sál králů, sloužící jako budova pro konání vládních shromáždění. Ovšem největším přispěvatelem k pokračující výstavbě Alcázaru byl král Jan II. Kastilský, který nechal postavit Novou věž. V roce 1474 hrál Alcázar významnou roli na vzestupu královny Isabely I. Kastilské. Dne 11. prosince 1474 v Madridu zemřel král Jindřich IV. Kastilský. Zpráva o jeho smrti se do Segovie dostala 12. prosince a Isabela okamžitě utekla do Alcázaru, kde získala podporu Andresa Cabreru a rady Segovie. Nadcházející den byla Isabela prohlášena královnou Kastilie a Leonu. Další rozsáhlá rekonstrukce Alcázaru proběhla za vlády Filipa II. Španělského po sňatku s Annou Habsburskou (1549–1580). Pro přiblížení vzhledu Alcázaru k zámkům střední Evropy pokryl střechy břidlicí. Přestavbu dokončil v roce 1587 architekt Francisco de Morar vytvořením hlavní zahrady a budovy School of Honor. Královský dvůr se nakonec přestěhoval do Madridu a Alcázar pak sloužil jako státní vězení téměř po dvě století. V roce 1762 král Karel III. Španělský zde založil Královskou dělostřeleckou školu. Tuto funkci plnila budova téměř sto let až do 6. března 1862, kdy požár velmi poškodil většinu střech. Díky existenci rytin vytvořených José María Avrialem (1807 – 1891) v roce 1839 mohly být poškozené střechy v roce 1882 obnoveny do původního stavu. V roce 1896 nařídil španělský král Alfons XIII., aby byl Alcázar předán ministerstvu války jako vojenská vysoká škola.

## Popis
Pevnost je rozdělena na dvě části: exteriér s nádvořím ve stylu Herrerian , s příkopem a padacím mostem s hlídkou. Interiér zahrnuje kapli a několik dalších místností (místnost del Trono, de la Galera, de las Piñas , de los Reyes a další), které lze dnes navštívit. Pokoje jsou vybaveny s velkým luxusem a vyzdobeny krásou Mudéjarových malířů a umělců. V současné době zde sídlí vojenské muzeum a Generální vojenský archiv Segovie, nejstarší historický archiv španělských ozbrojených sil.

### Interiérové místnosti
Podle ilustrovaného časopisu umění (The Illustrated Magazine of Art (1853)
Interiér hradu Segovia je v dokonalém souladu s velkolepostí exteriéru. Mnoho apartmánů je vyzdobeno jemnými kružbami a přívěskovými ozdobami ve stylu Alhambry a podobně jako Alcazar v Seville byly poničeny arabskými dělníky během křesťanského panství ze 14. století, protože na mnoha místech byly k vidění koruny kastilských králů obklopené latinskými nápisy a úryvky z Koránu. 

## Galerie

Interiér hradu Alcázar v Segovii
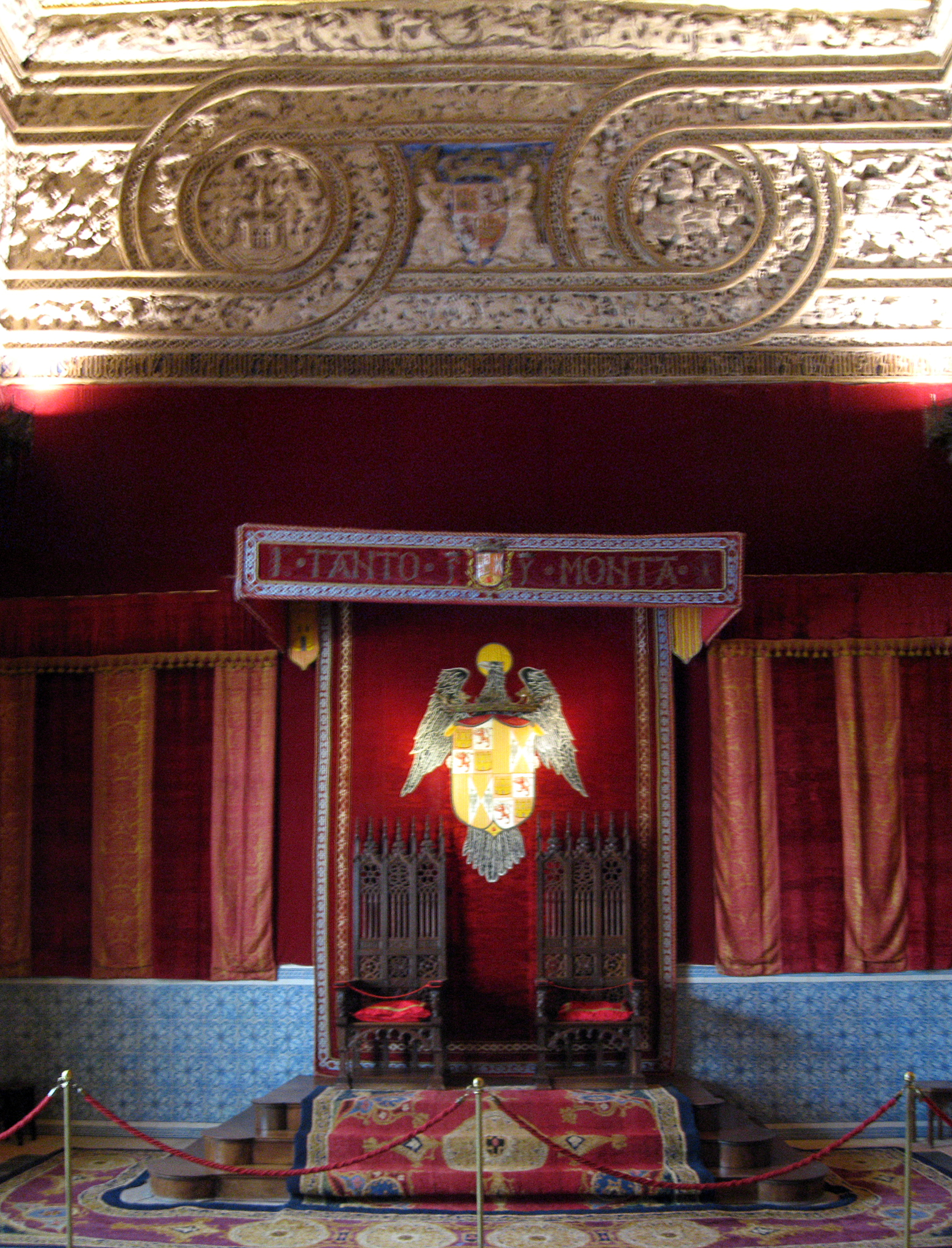
Trůnní sál - pohled na trůnní sál, s mottem katolických vládců Tanto monta
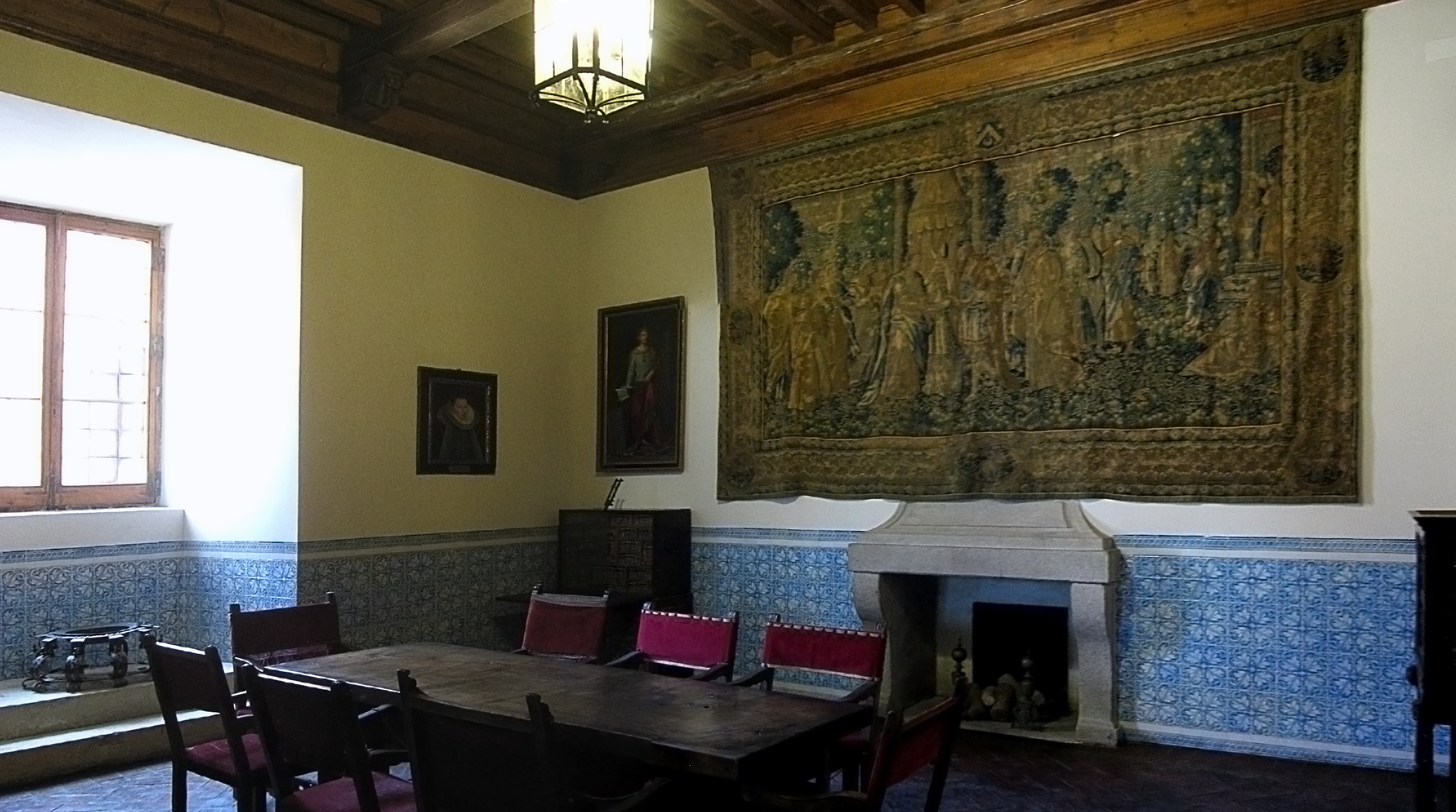
Místnost s krbem
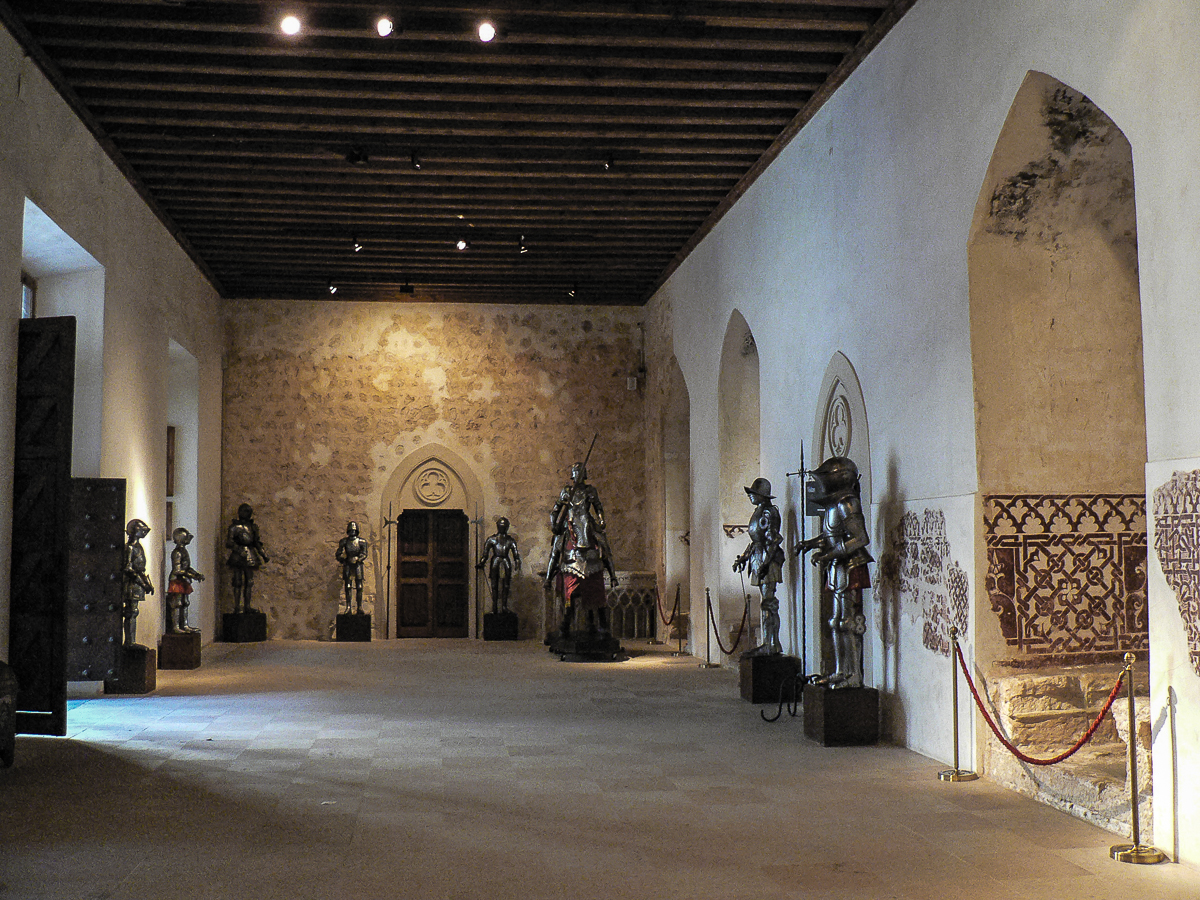
Místnost ve starém paláci
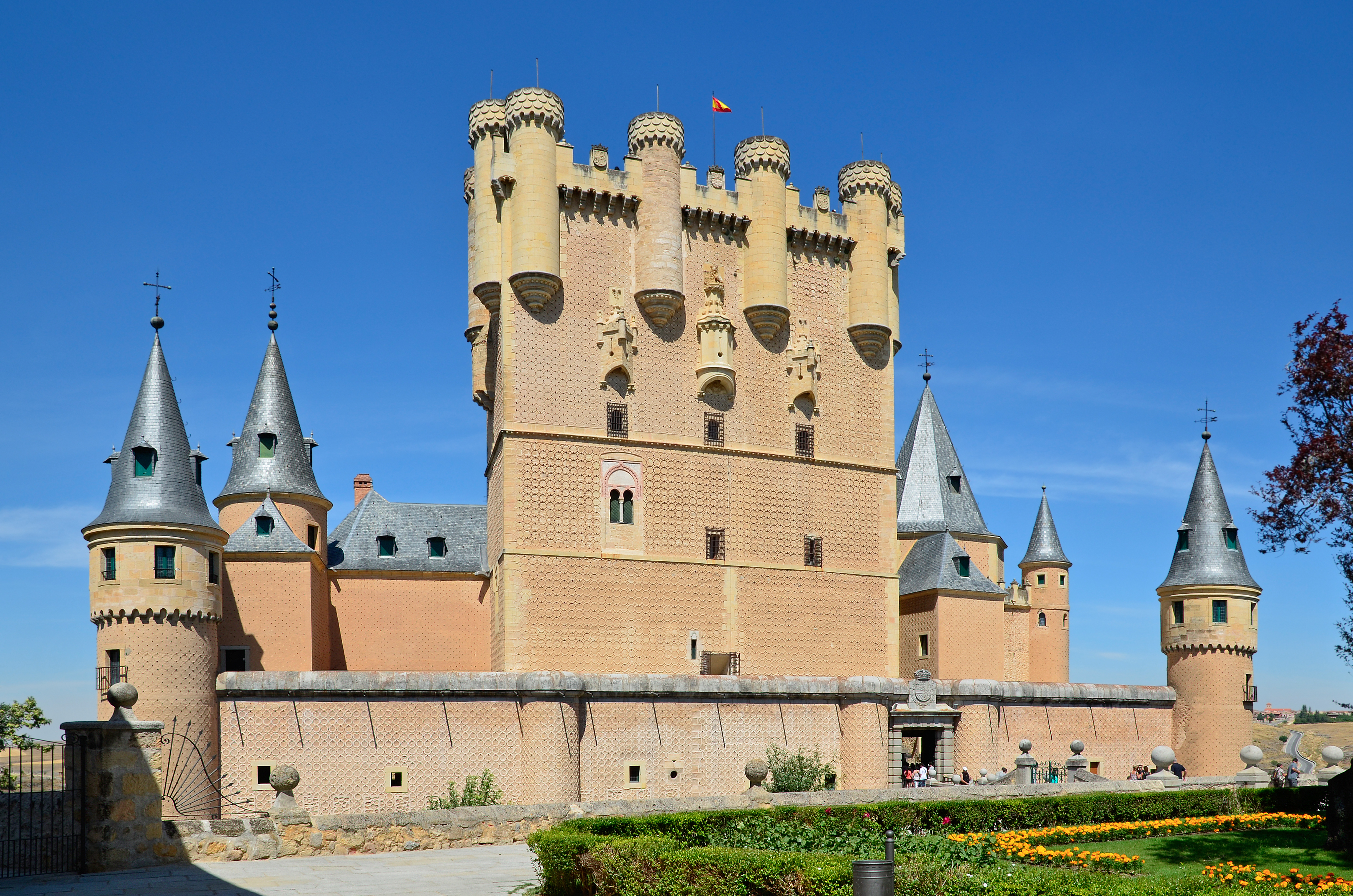
Věž Jana II. Kastilského (Tower of John II of Castile)
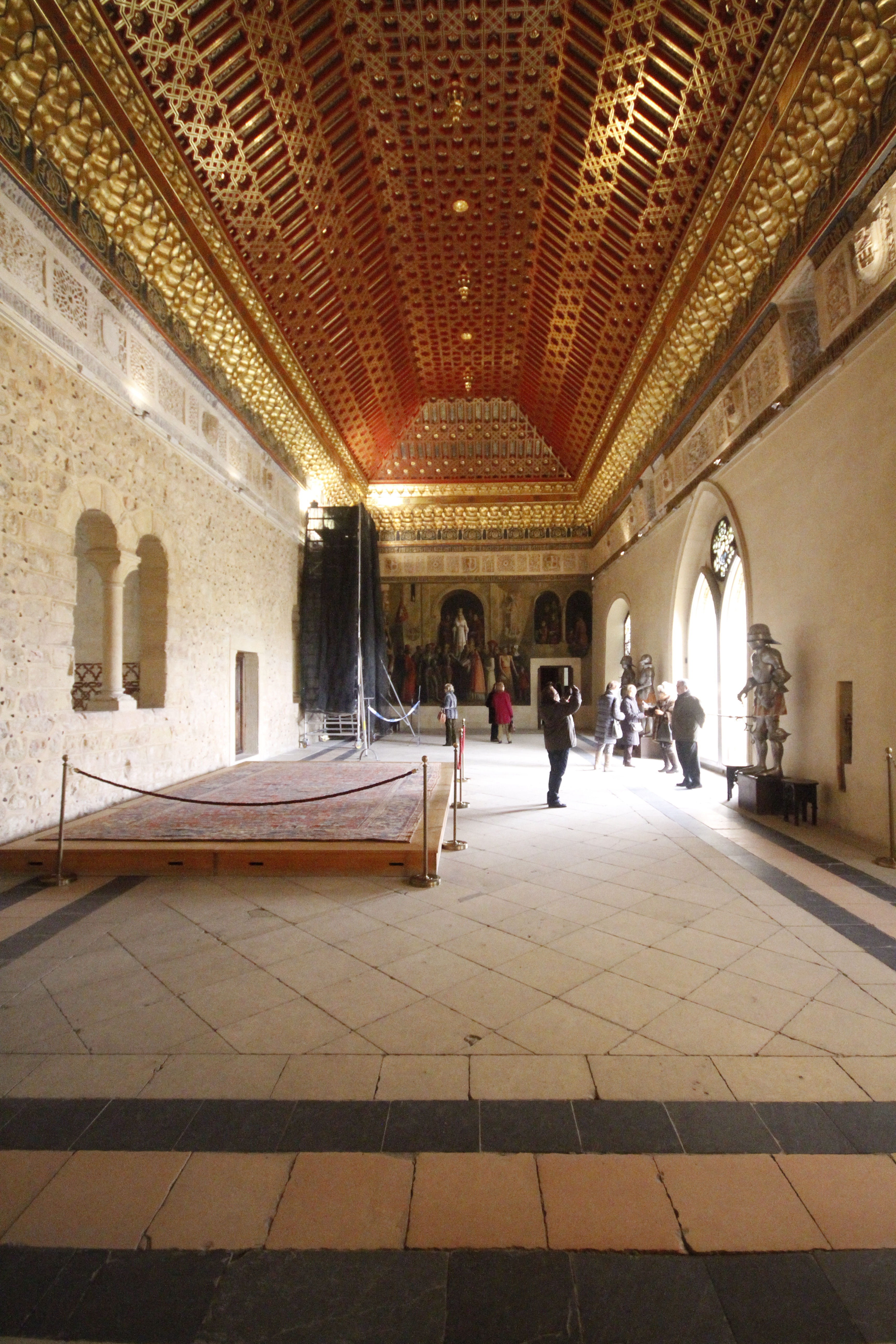
Galley Room
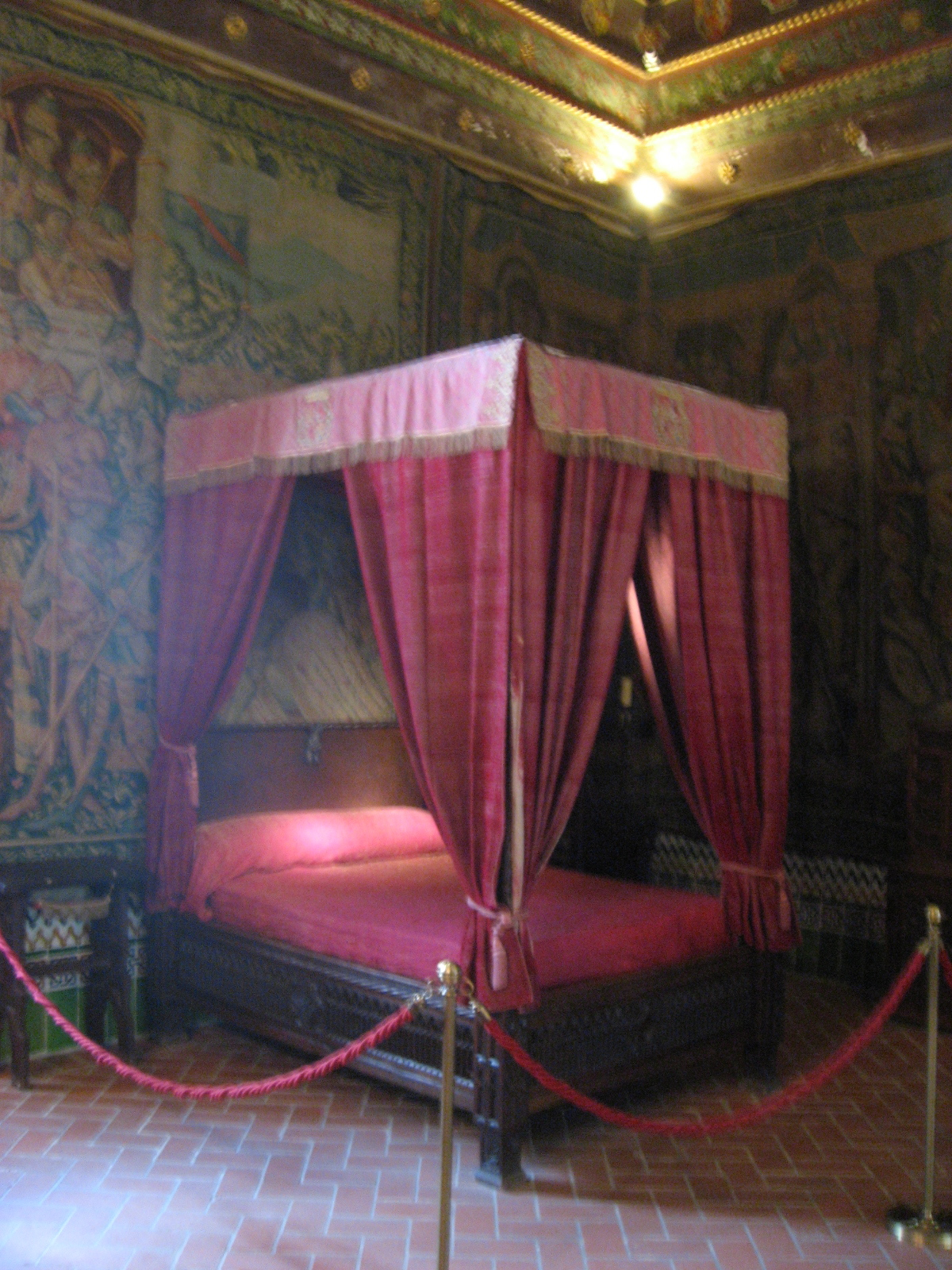
Galley Room - královská ložnice, na zdech scény z rodinného života katolických monarchů; závěs je brokátový a protkaný zlatem.
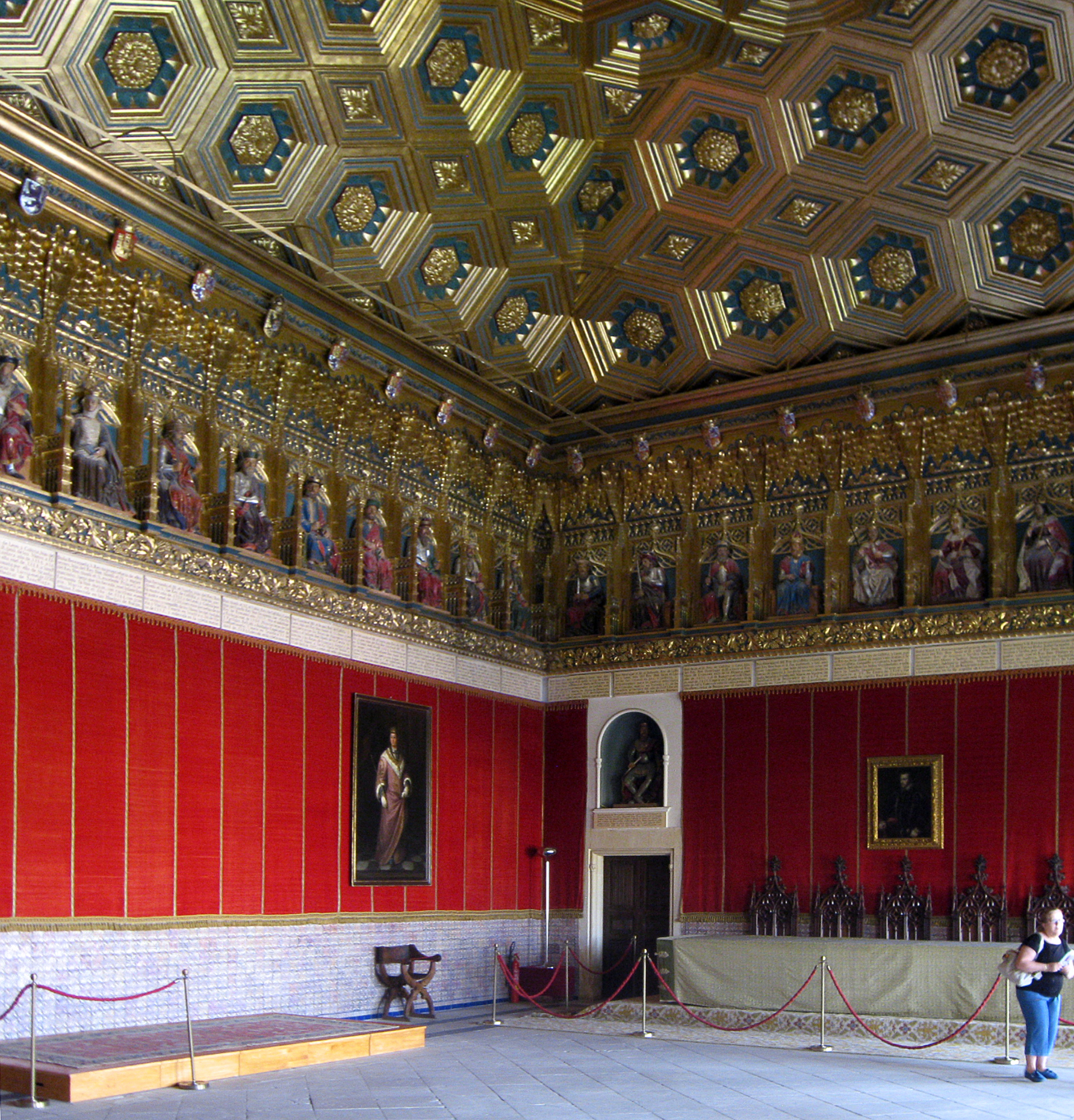
Sál králů
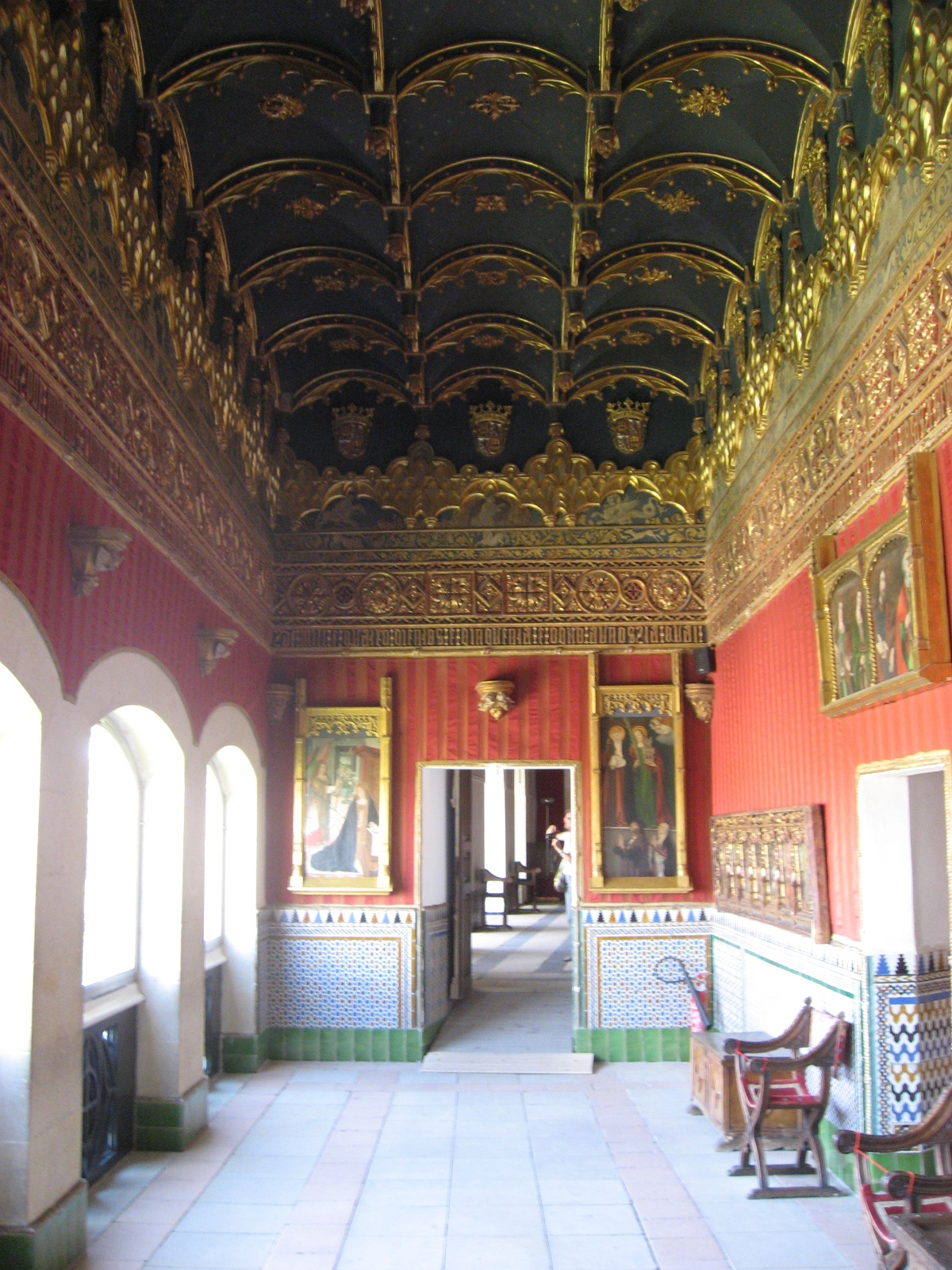
Sala del Cordon - název dostal pro zdi zdobené dlouhou zlatou krajkou
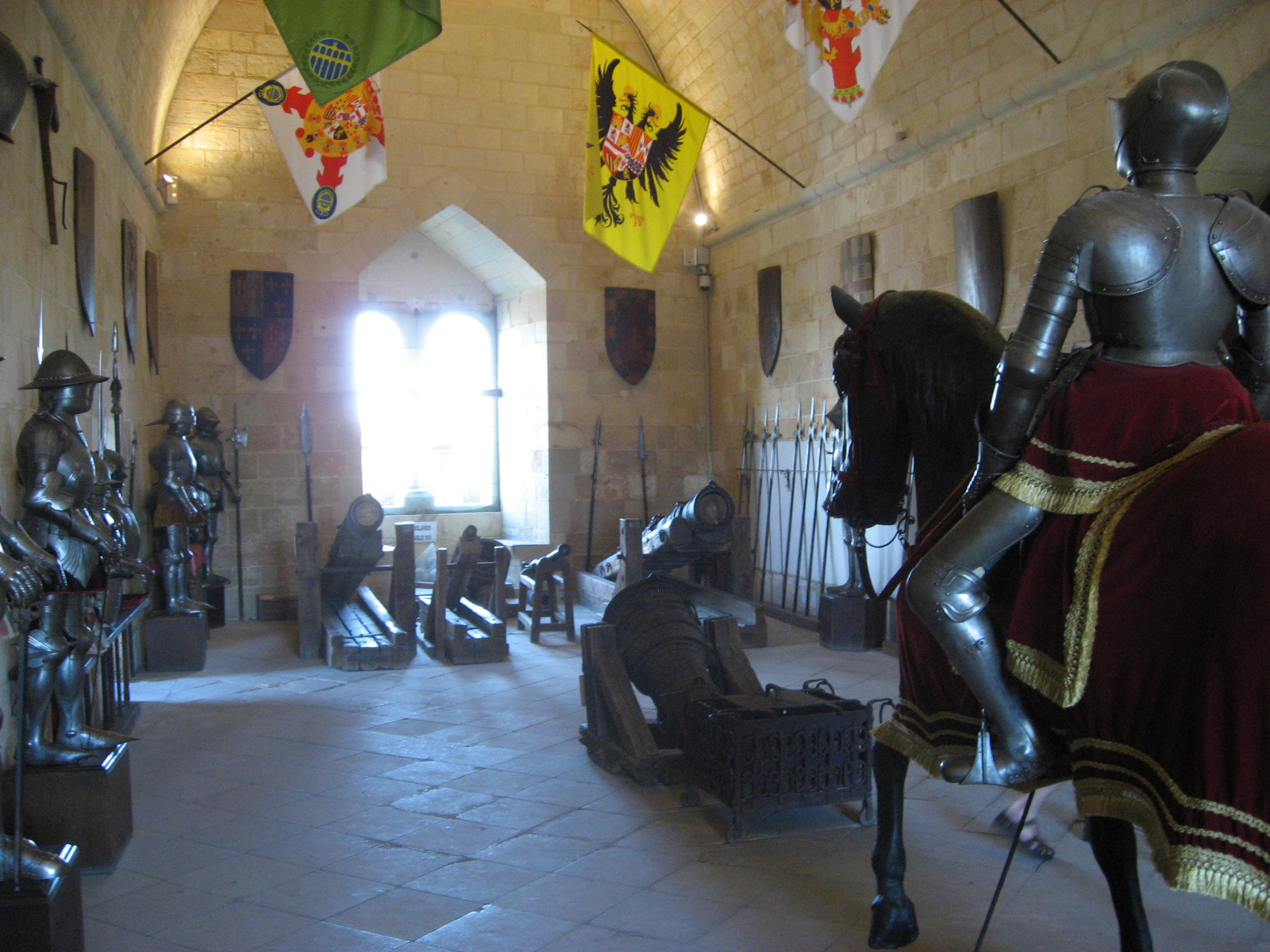
Zbrojnice dynastie Trastámar

### Trůnní sál
Sál zachovává původní dekoraci Mudéjar. Erb katolických vládců s mottem Tanto monta je dílem z počátku století. Na stěnách jsou portréty králů, kteří jsou součástí ikonografie kastilských králů. Portrét Isabely I. Kastilské je podepsán Madrazem a portrét Ferdinanda II. Aragonského maloval Montañés.

### Místnost s krbem
Místnost odpovídá vysvěcení pevnosti v době Filipa II. Španělského. Nábytek pochází ze 16. století. Na stěnách můžete vidět portrét Filipa II. a Filipa III., a vlámskou tapisérii ze 16. století s námětem zasnoubení Panny Marie.

### Místnost ve starém paláci
Styl odpovídá době panování Alfonse VIII. Kastilského. Byla zachována původní dvojitá okna, neboť stěna ve které okna jsou, byla vnější stěnou starého paláce. Podstavce stylu Mudéjar, které se nacházejí mezi okny, pocházejí z domu z 13. století v nedalekém okrese Las Canonjías. Dekorace byla doplněna sadou německého brnění z 15. století.

### Věž Jana II. Kastilského
Kostel Jana II. Kastilského vrcholí velkou panoramatickou terasou. Z tohoto místa můžete ocenit nádherný výhled na město, zejména na Las Canonjías v sousedství, katedrálu a židovskou čtvrť. Na vrchol věže vedou dvě spíše úzká a nakloněná točitá schodiště. Při vstupu do brány, která umožňuje přístup k prvnímu schodišti, návštěvník ocení značnou tloušťku stěn. Poté se návštěvník dostane do strážní místnosti, k jejíž přední stěně je připevněna postel, kde pravděpodobně spal hlídač věže. Nad tímto prostorem jsou čtyři podlaží. Věž sloužila jako vězení, z něhož bylo téměř nemožné uniknout. Vězni byli většinou vysokého postavení, proto si mohli v celách užívat jistého pohodlí, jako jsou tapisérie, koberce a nábytek. Poslední státní vězeň byl kubánský generál Dámaso Berenguer (1873 – 1953) ve třicátých letech minulého století.

### Sál galley
Své jméno dostal podle původního kazetového stropu, který má tvar obráceného lodního trupu. Místnost nechala postavit kastilská královna Kateřina z Lancasteru v roce 1412, v době svého regentství za svého nezletilého syna Jana II. Kastilského. Vlys na omítce je ve stylu Mudéjar s dvojitým nápisem: horní s eucharistickou modlitbou a dolní s informacemi o sále. V oknech jsou dvě vitráže: jedna představující Jindřicha III. Kastilského a jeho rodinu a druhá Jindřicha II. Kastilského se scénami smrti Petra I. Portugalského a Jana II. Jedna stěna je vyzdobena obrazem korunovace Isabelly I. Kastilské jako královny Kastilie a Leónu v kostele San Miguel ze Segovie, autorem je Muñoz de Pablos.

### Sál králů
Filip II. Španělský zadal španělskému sochaři a malíři Hernando de Avila (c.1538-1595) výzdobu sálu portréty králů Asturie, Leónu a Kastilie, s výjimkou Johany Šílené. Jeden z obrazů je portrét samotného Filipa II. a další dva jsou portréty dvou z jeho manželek, Elisabeth z Valois a Anny Rakouské.
1. ↑  Herrerian (španělsky: Herreriano, Arquitectura herreriana) je architektonický styl vyvinutý ve Španělsku během poslední třetiny 16. století za vlády Filipa II. (1556-1598).  Herrerijský styl je charakterizován geometrickou rigorózností, matematickým vztahem mezi různými architektonickými rysy, čistými objemy, dominancí zdi nad rozpětím a téměř úplnou absencí dekorace. Je také známý jako escorial styl, čímž se odkazoval na stavbu kláštera El Escorial (San Lorenzo de El Escorial v Madridu). Hlavním projektantem této stavby byl architekt Juan Bautista Alfonsis de Toledo a dokončením projektu byl po jeho smrti pověřen kantabrijský architekt Juan de Herrera (1530-1597).